# Empalme a Playa Unión
Empalme a Playa Unión era el punto estratégico que posibilitaba que el tráfico hacia o desde  Altos de las Plumas se pudiera desviar hacia el ramal a Playa Unión. El empalme ferroviario tenía la función de unir la estación ferroviaria Trelew del Ferrocarril Central del Chubut con la localidad costera de Playa Unión en la  Provincia del Chubut. El Empalme también funcionó como parada del servicio suburbano a Rawson y Playa Unión con horario definido en algunos documentos y presencia en la mayoría de los itinerarios e informes del ferrocarril.

## Toponimia
El nombre de esta parada se tomó del punto de unión que aquí se daba en la vía principal del ferrocarril Puerto Madryn a Altos de Las Plumas, que se podía desviar hacia el ramal a la localidad de Rawson o de forma optativa Playa Unión que hacía de punta de riel. El nombre no fue uniforme teniendo varias denominaciones según los años y los documentos. Otros de los nombres que tuvo fue Empalme a Rawson, Playa Unión o Empalme Playa Unión. El primero de los nombres fue usado por finalizar el ramal los servicios más frecuentemente en la capital chubutense.

## Características
Se hallaba a tan solo 100 metros de Estación Trelew por lo que se facilitaba su operación en el personal de esa estación. Su elevación era de 11 metros sobre el nivel del mar. Era un punto estratégico al derivar los rieles hacia el ramal que concluía en Playa Unión o encauzar las formaciones hacia la dirección de Trelew o Puerto Madryn. El punto fue nombrado y detallado por una recopilación de datos del itinerario de 1945 e informes de la época de la clausura. El mismo fue ubicado en el kilómetro 69.3 antes de estación Trelew. Además, este empalme tuvo presencia en la mayoría de los itinerarios e informes de horarios del ferrocarril; con algunas ausencias y posiciones respecto a estación Trelew variables.El empalme  estaba en la esquina sudoeste de la laguna Chiquichano.

## Funcionamiento
Un análisis de itinerarios de horarios de este ferrocarril a lo largo del tiempo demuestra como fue variando el tratamiento de este punto:
En los informe de horarios del ferrocarril de 1928 y 1930 no se aludió al empalme. No obstante, si se mencionó el viaje Trelew - Rawson como las únicas estaciones de interés del ramal. Además, el itinerario de 1930 explica una serie de combinaciones de las diferentes líneas con el ramal a Rawson.
Para el itinerario de 1934, uno de los más completos del ferrocarril, se aludió por primera vez a este punto. El empalme era visitado por la línea Puerto Madryn Las Plumas los miércoles a las 10:49 y por la línea Madryn - Trelew todos los días a las 10:49 y los domingos a las 22:19. Estos horarios continuaron asegurando la conectividad del ramal a Playa Unión con el resto de las diferentes líneas: Madryn - Trelew, Madryn - Las Plumas y Trelew - Dolavon. Por otro lado, el servicio de la línea que recorría el ramal a Playa Unión se realizaba diariamente, menos los domingos, con ferrobuses. Se partía desde Trelew a las 9:05, se arribaba a este desvío a las 9:19 con arribo final a Playa Unión a las 9:45. Luego el mismo servicio se repetía con trenes mixtos a las 17:00, pasando por este desvío a las 17:17 y finalizando en Playa Unión 17:55. El último servicio con ferrobuses se hacía los lunes, miércoles y viernes desde 11:25, pasando por km 78 a las 11:39 y terminando en Playa Unión a las 12:10. Además, martes, jueves y sábado el tren mixto partía desde Trelew a las 11:25, pasaba por km 78 a las 11:42 y finalizaba en Playa Unión a las 12:20. Para finalizar, había dos frecuencias para los domingos con trenes mixtos desde las 9:10 con llegada a las 10:05 y una más que partía desde Trelew a las 15:00 y llegaba a Playa Unión a las 15:55. Las frecuencias estaban pensadas para que la gente pasara muy buena parte del día en la playa. Por último, el empalme estaba separado por tan solo 1 minuto de Estación Trelew y del Desvío km 78 por 7 minutos en ferrobús  o 16 minutos en trenes mixto a vapor.
En el informe de 1936 este punto fue descripto en el viaje principal a Altos de Las Plumas. Sin embargo, no fue informado ningún horario de arribo y recibió el nombre de Empalme a Rawson. Sorpresivamente, no fue tenido en cuenta en la descripción del viaje a Playa Unión. 
El informe del 1 de abril de 1938 expuso leves variaciones. El viaje principal partía los miércoles desde Madryn a Las Plumas a las 8:00 horas para arribar a las 19:30 horas. El tren alcanzaba Trelew a las 10:20, luego podía hacer combinaciones hacia el ramal a Rawson. Respecto del ramal  a Rawson solo fuero mencionadas las estaciones de Trelew y Rawson. Paradójicamente, si se mencionó a este punto en el viaje de larga distancia como Empalme a Playa Unión. Esta alusión trajo aparejada una singular colocación del empalme entre dos estaciones Trelew (al norte sur) y no al norte de Trelew como se venía colocando. De este modo, el empalme a Playa Unión alcanzó su nombre oficial en desmedro de la anterior denominación "empalme a Rawson". Esto también se trasladó al nombre del ramal que pasó a denominarse a Playa Unión en los años posteriores. En cuanto a la diagramación de las líneas, fue realizando con 3 frecuencias de las 4 en ferrobuses que 30 minutos; la restante en tren mixto demoraba 5 minutos más.

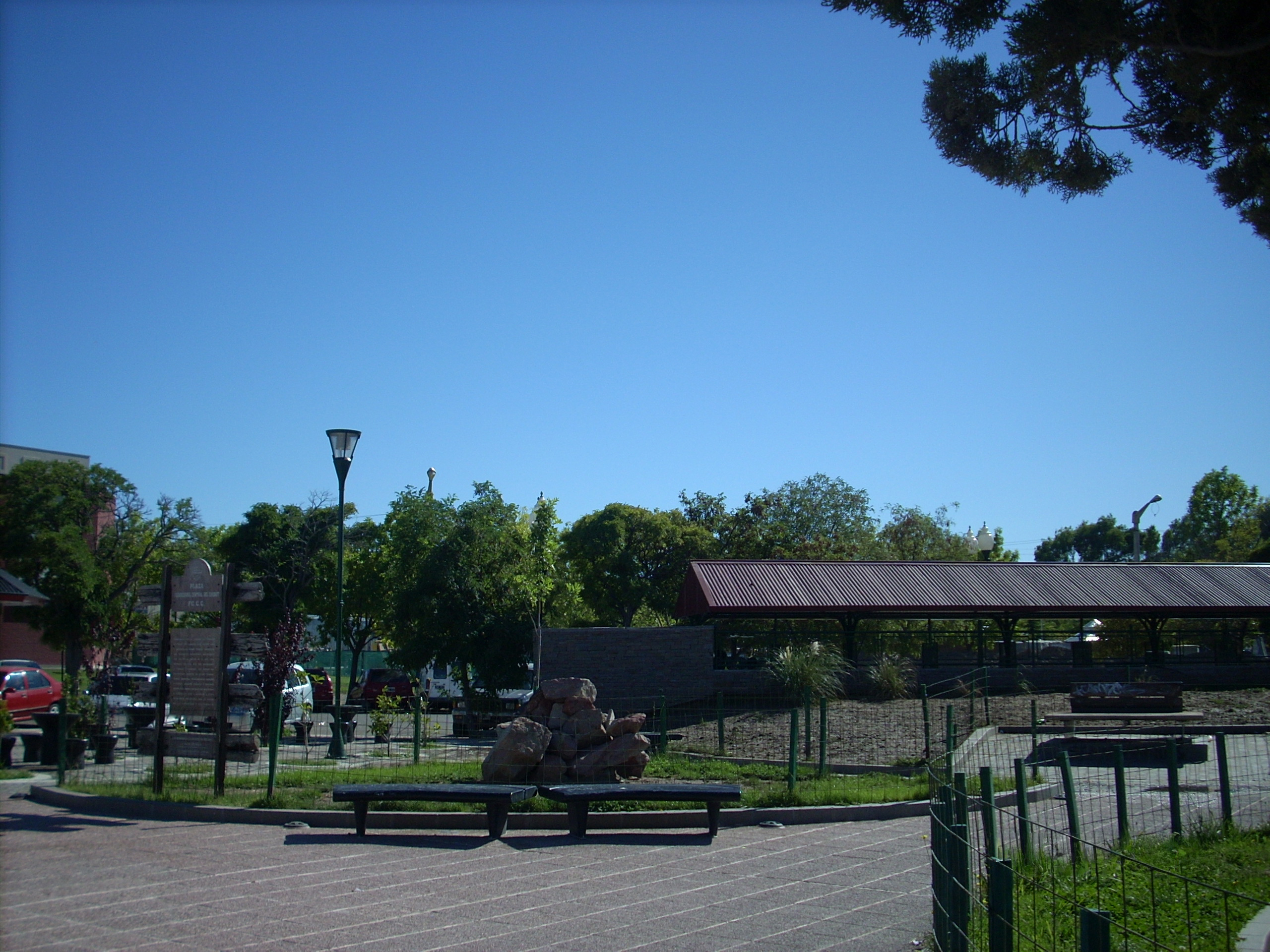
Vista actual del lugar cercano donde se emplazó el empalme y hoy es la Plaza Ferrocarril Central del Chubut

El itinerario de Ferrocarriles del Estado del 15 de diciembre de 1940. En este documento fue el segundo que presentó en su totalidad el ramal Trelew - Playa Unión. El itinerario reveló que el ramal contenía dos líneas: la primera operaba con ferrobuses que partían los miércoles de Trelew a las 9:10 y finalizaban en Rawson. En tanto, la otra línea ejecutada por ferrobuses que hacían el tramo completo hasta Playa Unión martes, jueves, viernes y sábados saliendo desde Trelew a las 9:10 y finalizando en Playa Unión a las 10:00. El mismo viaje tenía una variación partiendo los miércoles 10:30, arribo a Rawson 11:00 y finalización a las 11:20. El último aspecto del ramal a Playa Unión es que era conectado por trenes mixtos diariamente los domingos desde las 16:30, paso por Rawson a las 17:05 con arribo a las 17:25; también los domingos estos trenes partían desde las 9:10 para llegar 10:05 y contaban con una salida intermedia desde las 14:30 para llegar 15:10. También, estos trenes ejecutaban salidas los lunes 9:10 con arribo al balneario a las 10:10. Por último, el itinerario informó que Playa Unión aun no poseía edificación para pasajeros en estos años.
El informe de horarios de 1942 no brindó ninguna alusión a este punto en el ramal a Playa Unión y en el recorrido a Altos de Las Plumas. Paradójicamente, a pesar de que se nombró a la estación Playa Unión solo se describieron viajes y horarios para el tramo  Trelew - Rawson. 
El itinerario de 1946 fue uno de los más completos que abordó al ferrocarril. El punto figuró en la lista de horarios de las líneas con su posición tradicional al norte de Estación Trelew y con su nombre tradicional del ferrocarril. Sin embargo, lo hizo sin ningún horario definido. En cuanto a su posición en el ramal, se lo suprimió del ramal al balneario. En cuanto a los viajes dentro del ramal a Playa Unión 5 de las 7 frecuencias frecuencias fueron ejecutadas por ferrobuses y otras 2 restantes por trenes mixtos a vapor sin días específicos.
El 10 de diciembre de 1948 fue presentado otro itinerario repitió las mismas condiciones que su antecesor.
El mismo itinerario anterior fue presentado por otra editorial con fecha el 15 de diciembre de 1946  y en el se hizo mención menos detallada de los servicios de pasajeros de este ferrocarril. El itinerario difirió principalmente en lo relacionado con varios puntos como estaciones y apeaderos que fueron colocados con otros nombres. El empalme volvió a figurar en el viaje de larga distancia con el nombre: Empalme Playa Unión a secas. Tampoco, fue mencionado en el viaje a Playa Unión como los anteriores informes.
Para el último informe de horarios de noviembre de 1955 se volvió a ver disociada a la estación Madryn del resto de las líneas. De este modo, Trelew figuró como la nueva estación matriz eje de los servicios de pasajeros. El viaje principal mencionó al empalme con el mismo nombre del itinerario anterior y sin horarios. Sin embargo, no fue tenido en cuenta por la línea a Playa Unión a pesar de ser el itinerario que mejor describió este ramal.

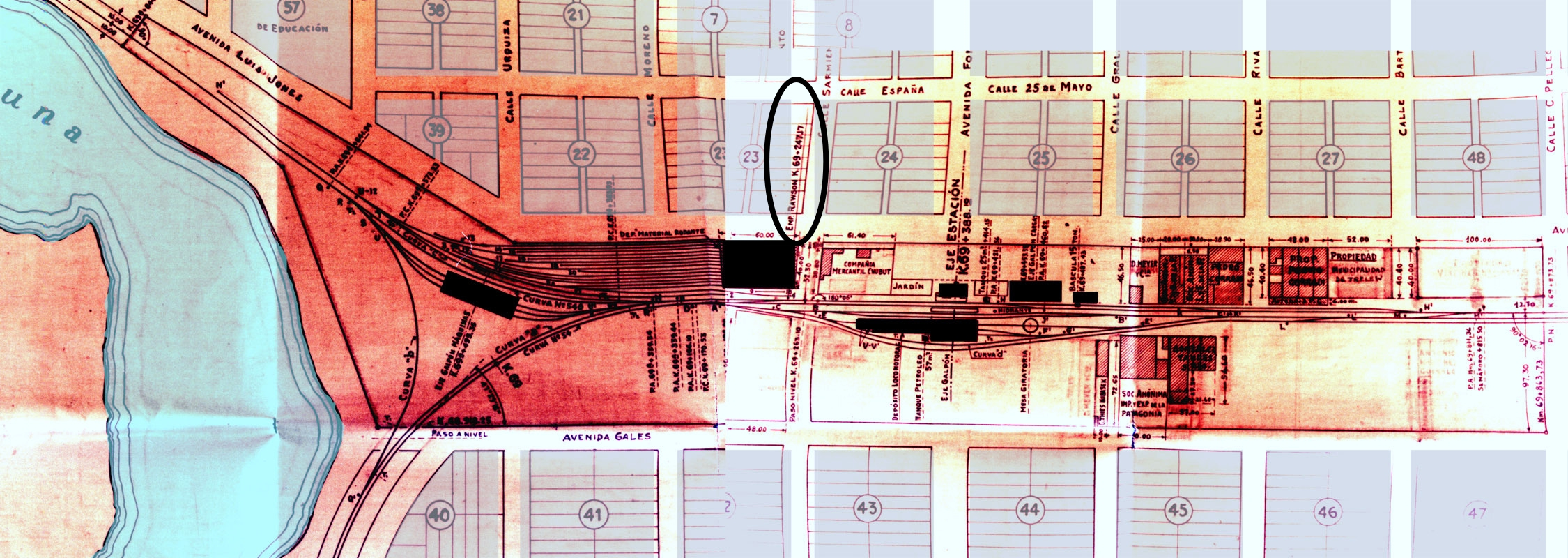
El equipamiento de la estación Trelew con el empalme a Rawson o Playa Unión hacia la izquierda a 100 metros del a misma.